# Canthon coerulescens
Canthon coerulescens là một loài bọ cánh cứng trong họ Bọ hung (Scarabaeidae).